# André Delvaux
André Delvaux (Lovaina, 1926 - Valencia, 2002) fue un director de cine belga.

## Trayectoria
André Delvaux no era hijo del pintor surrealista Paul Delvaux,[cita requerida] pero su contacto con la pintura belga tiene eco en sus filmes. Prefirió trabajar sobre buenos textos literarios, tratando de traducir al lenguaje visual los hallazgos verbales o ambientales de diversos escritores. 
Fue pianista y comenzó en el cine acompañando al piano películas mudas. Usó la música como elemento estético capital (así en Rendez-vous a Bray, que alcanzó gran difusión). En varias ocasiones abordó el género documental. Para algunos Con Dieric Bouts es su mejor film. Su estilo es riguroso y rico. 
Empezó en 1953. Ya en 1962 rodó un Jean Rouch, sobre el cineasta documental francés.
Entre sus obras destacan L'homme au crâne rasé (1965), Una noche, un tren (1968), Rendez-vous a Bray (1973), Belle (1973), Mujer entre perro y lobo (1978), Benvenuta (1983), Babel opera (1985) y L'oeuvre au noir (1988)
Murió ocasionalmente en Valencia, tras un ataque.

## Filmografía
- 1989 1001 películas
- 1988 L'Oeuvre au noir, basada en el libro homónimo de Marguerite Yourcenar.
- 1985 BABEL OPERA, o la repetición de Don Juan de Wolfgang Amadeus Mozart
- 1983 Benvenuta (con Vittorio Gassman, Fanny Ardant, Françoise Fabian y Mathieu Carrière), basada en el libro de Suzanne Lilar, La confesión anónima.
- 1980 Para Woody Allen, desde Europa con amor.
- 1979 Mujer, entre perro y lobo (Femme entre chien et loup)
- 1975 Met Dieric Bouts (Avec Dieric Bouts), sobre ese pintor de los Países Bajos
- 1973 Bella
- 1971 Rendez-vous à Bray, basada en el relato de Julien Gracq, Le roi Cophetua (en Presque-l'isle).
- 1969 Interprètes
- 1968 Una noche, un tren (con Yves Montand, Anouk Aimée, François Beukelaers), basada en el libro de Johan Daisne De trein der traagheid)
- 1966 Derrière l'écran (Achter het scherm)
- 1965 El hombre del cráneo rasurado (L'homme au crâne rasé), basada en la novela de Johan Daisne
- 1964 Cinéma polonais
- 1962 Le Temps des écoliers
- 1962 Jean Rouch
- 1962 Fellini
- 1960 Yves boit du lait
- 1959 La planète fauve
- 1959 Two summer days
- 1958 Cinéma, bonjour!
- 1956 Nous étions treize
- 1953 Forges

## Premios
André Delvaux recibió los siguientes premios durante su carrera como director de cine
- 1996, Premio Especial a la trayectoria - Fantaporto, Portugal
- 1991, Premio Joseph Plateau a la trayectoria - Festival de Cine Internacional de Flanders, Bélgica
- 1983, Premio Especial del Jurado, por Benvenuta - Festival Mundial de Cine - montreal, Canadá
- 1971, Premio Louis Dellux, por Rendez-vous à Bray.

## Enlaces
- artículo